# Ranilia guinotae
Ranilia guinotae is een krabbensoort uit de familie van de Raninidae. De wetenschappelijke naam van de soort is voor het eerst geldig gepubliceerd in 1994 door Melo & Campos.